# 保皇騎士
《保皇騎士》是凯尔尼·贝克设计策略游戏。这是Cinemaware的首款游戏，于1986年在Amiga家庭电脑首发，并确立了当时家庭电脑游戏画面的新标准。游戏1986年底售出20,000套。